# The Last Guardian
The Last Guardian is een action-adventurespel ontwikkeld door genDESIGN en SIE Japan Studio. Het spel wordt uitgegeven door Sony Interactive Entertainment en kwam in Europa op 7 december 2016 exclusief uit voor de PlayStation 4. De speler speelt in The Last Guardian als een gekidnapt klein jongetje dat vriendschap sluit met een mythisch wezen genaamd Trico. Samen proberen ze te ontsnappen uit hun mysterieuze omgeving.
Het spel werd oorspronkelijk ontwikkeld door Sony-studio Team Ico, met gameontwerper Fumito Ueda aan het roer; later geholpen door SIE Japan Studio. In 2011 vertrok Ueda bij Sony vandaan, maar werkte wel als freelancer verder aan de game. In de zomer van 2014 richtte Ueda een nieuwe studio op, genaamd genDESIGN, waaronder hij zijn werk voor The Last Guardian voortzette. De ontwikkeling van de creatieve aspecten werd door genDESIGN verricht, terwijl SIE Japan Studio de technische implementatie op zich nam.

## Ontwikkeling
De eerste ideeën voor The Last Guardian kwamen van Team Ico-kopstuk Fumito Ueda rond 2005, na de voltooiing van Shadow of the Colossus. Vanaf 2007 was het spel in ontwikkeling voor de een jaar eerder verschenen PlayStation 3. Twee jaar later werd voor het eerst beeldmateriaal getoond op de Electronic Entertainment Expo, gevolgd door nog een trailer op de Tokyo Game Show een jaar later. In 2011 werd voor het eerst een speelbare demo gepresenteerd aan de pers.
De studio's hadden grote problemen om het spel werkend te krijgen met de visie die het creatieve team voor het spel had. Zo kwam in 2015 ook naar buiten dat de gameplaybeelden uit de E3-trailer van 2009 waren opgenomen met minder beelden per seconde en later in de videobewerking versneld werden afgespeeld om het spel er vloeiend uit te laten zien. In 2012, rond de tijd dat Sony voor het eerst hun nieuwe console – de PlayStation 4 – zou onthullen, werd na enige tijd besloten om de ontwikkeling van het spel over te zetten naar de nieuwe PlayStation. De overstap zou het team moeten gaan helpen om de game beter werkend te maken, zonder daarvoor de gamevisie aan te hoeven tasten.
Na bijna een decennium van ontwikkeling, kwam The Last Guardian op 6 december voor het eerst uit.

## Ontvangst
| Recensiescore       | Recensiescore |
| Recensieverzamelaar | Score         |
| ------------------- | ------------- |
| Metacritic          | 82/100        |
| Publicist           | Score         |
| Game Informer       | 8/10          |
| Gamer.nl            | 7/10          |
| GameSpot            | 9/10          |
| IGN                 | 7/10          |
| InsideGamer         | 7+/10         |
| Tweakers            | 7,5/10        |
| XGN                 | 7/10          |

The Last Guardian is over het algemeen positief beoordeeld door recensenten; zo heeft het spel een 82 op de recensieverzamelingssite Metacritic.
Bijna universeel geprezen is de sfeer van het spel en de uitwerking van Trico. De graphics werden echter tegenvallend bevonden, dat velen wijten aan het lange ontwikkelproces van het spel. Zo schreef Gamer.nl dat de "game oogt als een PlayStation 3-remaster zonder een originele release gehad te hebben".
De band tussen de speler en Trico is de narratieve focus van het spel en is voor verscheidene recensenten de hoofdreden voor hun positieve beoordelingen. Zo schreef Jurian Ubachs van Tweakers: "The Last Guardian slaagt erin om spelers getuige te laten zijn van de ontwikkeling van een unieke band tussen mens en mythisch dier, samen gevangen in een mysterieuze, gevaarlijke omgeving".
Het kritiekpunt dat in de meeste recensies terugkomt is de kunstmatige intelligentie van Trico. De bondgenoot van de speler lijkt vaak niet te reageren op de wensen van de speler en reageert traag op invoer van de speler. Zo schreef Thijs Barnhard van InsideGamer: "Het voelt bijna als een bewuste keuze van de ontwikkelaar om van [Trico] een wispelturig wezen te maken, maar het zit het spelplezier behoorlijk in de weg." Naast de irritaties rond Trico's gedrag, zijn ook andere technische aspecten onderwerp van kritiek zoals "kenmerkende onhandige besturing, dramatische camerawerking, inmiddels ver achterhaalde graphics en een niet al te beste framerate".